# Троицкий (Тамбовский район)
Троицкий — упразднённый посёлок в Тамбовском районе Тамбовской области России. Входил в состав Авдеевского сельсовета. Исключен из учётных данных в 2017 году.

## География
Посёлок находится в центральной части Тамбовской области, в лесостепной зоне, на левом берегу реки Матыры, на расстоянии примерно 40 километров (по прямой) к юго-западу от города Тамбова, административного центра области и района. Абсолютная высота — 147 метров над уровнем моря.

### Климат
Климат умеренно континентальный, относительно сухой, с холодной продолжительной зимой и тёплым летом. Средняя температура воздуха самого холодного месяца (января) — −11,3 °C; самого тёплого месяца (июля) — 20,4 °C. Безморозный период длится 142—147 дней. Среднегодовое количество атмосферных осадков составляет 510 мм, из которых 292 мм выпадает в период с апреля по октябрь. Продолжительность залегания снежного покрова составляет в среднем 134 дня.

## Население
| 2010 |
| ---- |
| 0    |

### Национальный состав
Согласно результатам переписи 2002 года, в национальной структуре населения русские составляли 100 % из 6 чел.